# Ischnocolus holosericeus
Ischnocolus holosericeus là một loài nhện trong họ Theraphosidae.
Loài này thuộc chi Ischnocolus. Ischnocolus holosericeus được Ludwig Carl Christian Koch miêu tả năm 1871.